# The Daily Telegraph (Australien)
The Daily Telegraph ist eine australische Tageszeitung, die in Sydney, New South Wales von Nationwide News, einer Tochterfirma von News Corporation, herausgegeben wird. Das Boulevardblatt erscheint täglich im Tabloid-Format (40 cm × 29 cm). Die Sonntagsausgabe des Blattes erscheint als The Sunday Telegraph.

## Geschichte
The Tele, oder eher ironisch Daily Terror, wie die Zeitung umgangssprachlich genannt wird, wurde im Jahr 1879 gegründet und war bis 1990 eine der verbreitetsten Morgenzeitungen in Sydney, bis sie mit ihrer Schwester-Zeitung, dem Abendblatt The Daily Mirror, zu The Daily Telegraph-Mirror fusionierte. Es gab Morgen- und Abendausgaben, jedoch wurden Letztere später aus dem Programm gestrichen. Die einst mit dem Mirror auf dem Abendmarkt konkurrierende Sun aus dem Fairfax-Verlag verschwand bereits Ende der 1980er Jahre ersatzlos vom Markt. Der Markt für Abendzeitungen lebte erst wieder mit der seit 2005 kostenlos an Pendler verteilten ultraseichten Boulevardpostille mX auf, die ebenfalls vom Murdoch-Imperium produziert wird.
Bis Januar 1996 lief die Zeitung unter diesem Namen, bis sie, trotz Bedenken, dass frühere Leser des "Mirror" sich nun von der Zeitung abwenden würden, wieder in The Daily Telegraph umbenannt wurde. Aufgrund der Alleinstellung auf dem Sydneyer Zeitungsmarkt bestand diese Gefahr allerdings nicht wirklich. Mit 409,000 verkauften Exemplaren pro Tag mit in der ersten Jahreshälfte 2004 ist der Tele die mit Abstand meistgekaufte Zeitung im Großraum Sydney.

## Politik
Der Telegraph gilt allgemein als konservativ und nationalistisch. Er kümmert sich vorrangig um Themen wie Gewalt, aber auch Bildung. Des Weiteren nimmt er eine ambivalente Position zur Europäischen Union ein.
Nach einer Medien-Umfrage von Roy Morgan International sahen 40 % aller Journalisten die Zeitungen von News Limited als die parteiischsten in Australien an. Auf die Frage, welche Zeitungen ihrer Meinung nach nicht genau und ungerecht berichteten, antworteten die Leser wie folgt: Daily Telegraph (9 %), Herald-Sun (11 %) und „All of them“ (16 %).
Das Gegenstück des Telegraph in Melbourne ist The Herald Sun.